# シペナミン
シペナミン(Cypenamine)またはフェニルシクロペンタミン(Phenylcyclopentamine)は、1940年代にWilliam S. Merrill companyで開発された精神刺激薬である。現在では科学研究のみに用いられており、市販向けには開発されていない。シペナミンは世界中のほとんどの国でも合法であり、その化学構造はフェンカンファミン等の法規制の対象となっている覚醒剤とは漠然とした類似性があるものの、構造の違いが大きすぎるためアメリカ合衆国の規制物質法の連邦アナログ令における違法な構造類似体とはみなせないと考えられている。

## 立体異性体
2-フェニルシクロペンタン-1-アミンは、2つの立体異性体を持つ化合物である。以下の2つのエナンチオマーが存在する。
- (1RS,2SR)-trans-2-フェニルシクロペンタン-1-アミン
- (1RS,2RS)-cis-2-フェニルシクロペンタン-1-アミン

ラセミ体の(±)-trans-2-フェニルシクロペンタン-1-アミン（(1R,2S)-trans-2-フェニルシクロペンタン-1-アミン（左）と(1S,2R)-trans-2-フェニルシクロペンタン-1-アミン（右）の1:1混合物）は、シペナミンの活性成分である。さらに、Candida antarctica由来のリパーゼBによる(±)-trans-2-フェニルシクロペンタン-1-アミンの速度論的光学分割は、アミノ分解反応により効率よく進む。
ラセミ体のcis-2-フェニルシクロペンタン-1-アミン（(1R,2R)-cis-2-フェニルシクロペンタン-1-アミン（左）と(1S,2S)-cis-2-フェニルシクロペンタン-1-アミン（右）の1:1混合物）は、薬理作用を示さない。

## 同族体
シペナミンは、トラニルシプロミンの同族体であり、反応性の高いシクロプロパンより大きな2つのメチレン基を持つ拡大した脂環式環を持つ。シクロヘキサンの同族体は、半数致死量がアンフェタミンより低いにもかかわらず、実用的な精神刺激薬であると報告されている。